# 카사블랑카 노면전차

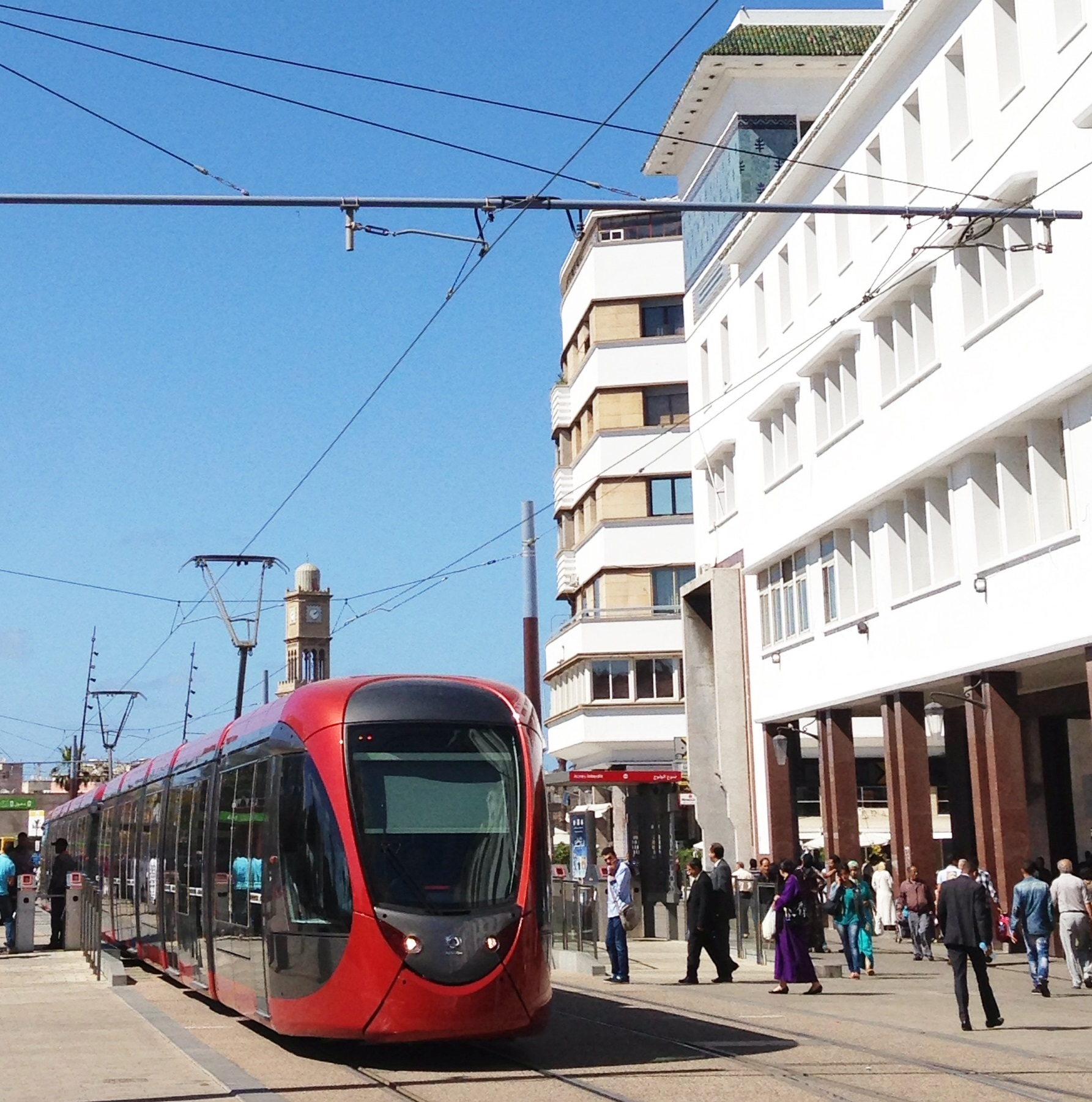
카사블랑카 노면전차

카사블랑카 노면전차(아랍어: طرامواي الدار البيضاء)는 모로코 카사블랑카에서 운영되는 노면전차 시스템이다. 4개 노선으로 구성되어 있으며 9개 지점에서 교차한다.